# Hans Karl Abel
Hans Karl Abel (* 8. August 1876 in Bärenthal, Bezirk Lothringen; † 10. März 1951 in Muhlbach-sur-Munster) war ein deutscher Schriftsteller.

## Leben
Der aus dem Elsass stammende Sohn eines Landwirts und Revierförsters verarbeitete in seinen Büchern neben eigenen Erfahrungen die Beschreibung der Landschaften Süddeutschlands wie den Schwäbischen Wald.
Nach seinem Debüt, dem zusammen mit René Prévot geschriebenen Theaterstück D´Waldmühl - E-n-elsassisch Volksstück in 3 Akt (1901) erschienen Die silbernen Glocken vom Ilienkopf (1913), Was mein einst war (1916, 5. Auflage 1927), Nach Mariä Lichtmess (1918), Ruf in der Nacht (1918), Die Melker im tauben Klang (1918) sowie das autobiografische Briefe eines elsässischen Bauernburschen aus dem Weltkriege an einen Freund 1914–1918 (1922, 2. Auflage 1941), in dem er seine eigenen Erlebnisse während des Ersten Weltkrieges beschrieb.
Zu seinen weiteren Veröffentlichungen gehören Am Römerwall (1925), Die Forellen (1927), Reise-Humor (1929), Sporthumor (1929), Veits Aufstieg und Liebe (1931), Liebe und Verhängnis (1934), Der Schwäbische Wald (1938), Do lacht mi Elsaß (1941), Morgensonne im Herbst (1942) und Der Heimat Wiegenlied (1942).

## Werke
Ruf in der Nacht. Ein Elsaßroman. 3. Auflage, Straßburg 1918.